# Omiquila
Omiquila är en ort i Mexiko.   Den ligger i kommunen Rafael Delgado och delstaten Veracruz, i den sydöstra delen av landet, 220 km öster om huvudstaden Mexico City. Omiquila ligger 1 588 meter över havet och antalet invånare är 249.
Terrängen runt Omiquila är kuperad österut, men västerut är den bergig. Runt Omiquila är det ganska tätbefolkat, med 166 invånare per kvadratkilometer. Närmaste större samhälle är Orizaba, 5,5 km norr om Omiquila. I omgivningarna runt Omiquila växer i huvudsak städsegrön lövskog.